# وادي طيكر (المهرة)

تعديل مصدري - تعديل

وادي طيكر هي إحدى قرى عزلة سيحوت بمديرية سيحوت التابعة لمحافظة المهرة، بلغ تعداد سكانها 135 نسمة حسب تعداد اليمن لعام 2004.